# 韩茂
韓茂（？—456年），字元兴，安定郡安武县（今甘肃省镇原县西南）人，北魏政治人物。

## 生平
韩茂的父亲韩耆字黄老，永兴年间自赫连勃勃军中来归降北魏，被任命为绥远将军，后升龙骧将军、常山郡太守，署理安武侯，因此在常山郡的九门县定居。韩耆去后世，朝廷赠予泾州刺史，谥号成侯。
韩茂虚龄十七岁时，体力过人，尤其善于骑射。魏明元帝拓跋嗣亲征丁零翟猛时，韩茂任中军仪仗队旗手。一天突然起了狂风，各军旌旗全部倒下，韩茂在马上举着军旗，始终没倒。魏明元帝感到惊奇而询问，召来韩茂主官，主官禀告韩茂的情况。魏明元帝令左右说:“记下来。”不久魏明元帝征召韩茂到行营，考察他的骑射能力，魏明元帝深感韩茂出众，任命韩茂为虎贲中郎将。
始光三年（426年），韩茂随魏太武帝拓跋焘征伐赫连昌，大破敌军。魏太武帝对各位将军说:“现在如果穷兵黩武，就不合慰民伐罪的道理了，明年必与各位共取胜利。”魏太武帝于是将胡夏的居民迁移走退兵，韩茂以军功获赐爵蒲阴子，加强弩将军，升任侍辇郎。始光四年（427年），韩茂又随魏太武帝进攻统万，大败敌军。神䴥三年（430年），韩茂随魏太武帝平定胡夏的平凉，阻挡韩茂冲击的敌人，无不随着韩茂拉弓弦的声音而死去。因此魏太武帝赞赏韩茂，任命他为内侍长，进爵为九门侯，加冠军将军。太延元年（435年），韩茂与乐平王元丕等人进攻和龙，迁移北燕百姓而返回。韩茂后随魏太武帝征讨柔然，连战连胜。太延元年（435年）十一月，魏太武帝东巡冀州和定州，十二月通过五回道返回平城，经定州中山郡，进入徐水河谷。魏太武帝即兴在猫儿岩下演示射术，射出的箭越过猫儿岩有三百多步，魏太武帝命令随从擅于射箭的将士数百人都去射箭，射声校尉、安武子韩茂也作为魏军中箭术出众的代表射箭，但没有超过魏太武帝的射程。太延五年（439年），韩茂随魏太武帝平定北凉的凉州，韩茂任前锋都将，战功居多，升任司卫监。朝廷记录韩茂历年功劳，任命他为散骑常侍、殿中尚书，进爵安定公，加平南将军。太平真君六年十一月己未（445年12月18日），魏太武帝派遣高凉王拓跋那和韩茂率领骑兵驻扎在相州的阳平郡，发动冀州百姓在碻磝津制造浮桥。太平真君七年（446年），韩茂随魏太武帝击败薛永宗，讨伐盖吴，转任都官尚书。太平真君十一年（450年），韩茂随魏太武帝征伐悬瓠，屡败刘宋军。太平真君十一年（450年）十月，魏太武帝南征，分兵六路，韩茂与高凉王拓跋那由青州出兵。各军渡过淮河后，宋军相继投降，任命韩茂为徐州刺史去镇抚降人。魏军南征时没有准备粮食和用品，只靠掳掠来维持生活。魏军渡过淮河时，百姓大多都躲起来，魏军打家劫掠没有得到什么东西，致使人马处于饥饿困乏，听说盱眙有存粮，就打算把盱眙的粮食作为返回的物资。魏太武帝击败胡崇之等人后，围攻盱眙没有攻克，就留韩茂率领几千人驻守在盱眙城外，魏太武帝自己率领大军南下。魏太武帝北返，任命韩茂为侍中、尚书左仆射，加征南将军。正平二年（452年），魏太武帝去世。四月，刘宋北伐北魏，萧思话派遣建武将军垣护之到梁山迎接自己的主力部队，韩茂突然率领北魏精锐骑兵到来，垣护之依据险要地形抵抗，斩杀韩茂的都军长史，获得魏军首级数十，魏军才撤退。六月，宋文帝刘义隆派遣将领檀和之进犯济州。七月，南安王拓跋余命令韩茂讨伐檀和之。韩茂抵达，檀和之逃走。
魏文成帝拓跋濬即位，任命韩茂为尚书令，加侍中、征南大将军。韩茂性格坚毅诚实，虽然没有文学才能，参议决策却常常切合事理，担任将领善于安抚士兵，以勇敢著称于当时，被朝廷称道。太安二年（456年）夏，韩茂兼任太子少师，冬天去世。朝廷赠予泾州刺史、安定王，谥号桓王。

## 家庭

### 子女
- 韓備，北魏征南大将军、散騎常侍、安定简公
- 韩均，北魏征南大将军、定州刺史、安定康公
- 韩天生，北魏持节、平北将军、沃野镇将
- 韩延寿，北魏杨烈将军、陆浑男[15]

## 延伸阅读
[在维基数据编辑]
 《魏書·卷51》，出自魏收《魏书》
 《北史·卷037》，出自李延壽《北史》